# Baldassare Donato
Baldassare Donato, także Baldissera Donati (ur. około 1530, zm. 1603 w Wenecji) – włoski kompozytor.

## Życiorys
Od około 1550 roku działał przy bazylice św. Marka w Wenecji, gdzie był śpiewakiem w kapeli prowadzonej przez Cipriano de Rore, a później Gioseffo Zarlina. Od 1562 do 1565 roku kierował tzw. małą kapelą (cappella piccola). W 1577 roku został kierownikiem chóru w Scuola Grande di S Rocco, rok później wrócił jednak do bazyliki św. Marka. Od 1580 roku uczył śpiewu w Seminario Gregoriano. W 1590 roku jako następca Zarlina został pierwszym kapelmistrzem.

## Twórczość
Wydał drukiem Le napollitane et aleuni madrigali na 4 głosy (Wenecja 1550), Il primo libro di madrigali na 5, 6 i 7 głosów (Wenecja 1553), Il secondo libro de madrigali na 4 głosy (Wenecja 1558), Il primo libro de motetti na 5, 6 i 8 głosów (Wenecja 1599). Tworzył przede wszystkim dzieła o charakterze świeckim, cechujące się lekką formą. Jego madrygały wzorowane są na utworach Cipriano de Rore i Adriana Willaerta.